# London Regional Transport
London Regional Transport (LRT) war die Verkehrsbehörde, die von 1984 bis 2000 für den öffentlichen Personennahverkehr in London und Umgebung zuständig war. Wie bei allen Verkehrsorganisationen der Jahre 1933 bis 2000 traten die Verkehrsmittel unter dem Markennamen „London Transport“ in Erscheinung.

## Geschichte
Im Juni 1984 wurde die London Transport Executive gemäß dem London Regional Transport Act 1984 aufgelöst und durch LRT ersetzt. An die Stelle von LRT trat im Jahr 2000 Transport for London (TfL), eine Organisation der neu geschaffenen Greater London Authority.

### Struktur
LRT umfasste folgende Tochterunternehmen und Aktivitäten:
- London Buses Ltd. (LBL)
- London Underground Ltd. (LUL)
- LRT Bus Engineering Ltd. mit den Werken Aldenham (bis 1986) und Chiswick für Arbeiten an mechanischen, elektrischen und wagenbaulichen Teilen an Kfz von LBL als auch für andere Kunden
- London Transport International Services Ltd. (LTI), ein Consultingunternehmen, das für andere Verkehrsunternehmen und Städte arbeitete[1]
- London Transport Museum (LTM)
- Travel Information Service mit sieben Informationszentren im Innenstadtbereich und fünf im Flughafen London Heathrow
- das Fundbüro Lost Property Office
- London Transport Advertising, das für die Werbung in und an den LRT-Verkehrsmitteln und deren Anlagen zuständig war
- London Transport Property
- Victoria Coach Station, der Busbahnhof für die Überland- und Fernbuslinien in der Nähe der Victoria Station

### U-Bahn
London Underground Limited (LUL) wurde 1985 geschaffen, um das Netz von London Underground zu betreiben. Im Zuge der Privatisierung von British Rail übernahm LUL im Jahr 1994 die Waterloo & City Line als letzte Londoner U-Bahn-„Tube“-Strecke, die vorher nicht zu London Transport gehörte.

### Busverkehr
London Buses (LBL) strebte nach Einsparungen im Busbetrieb, die durch Ausschreibungen erreicht werden sollten. Die ersten zwölf Buslinien wurden im Oktober 1984 ausgeschrieben, im Juli 1985 übernahmen erste private Busunternehmen den Betrieb. Im Juli 1992 gab es bereits 250 vergebene Buslinien, was etwa 40 % des Busnetzes entsprach und rund 1900 Busse erforderte. 42 % der ausgeschriebenen Linien wurden damals von 17 privaten Betreibern gefahren, den Rest der Ausschreibungen gewannen die Tochterunternehmen von LBL. Bei LBL gab es zu dieser Zeit mehr als 19.000 Beschäftigte, davon über 13.000 Fahrer und Schaffner sowie über 2.500 im Werkstattbereich.
Die Deregulierung von London Buses Ltd erfolgte 1989 durch deren Aufteilung in 13 örtlich begrenzte, selbstständige Tochterunternehmen, die 1994 privatisiert und verkauft wurden:
- CentreWest London Buses Ltd, London W2; am 2. September 1994 vom eigenen Management übernommen, am 26. März 1997 verkauft an FirstGroup
- East London Bus & Coach Company Ltd, Ilford (Essex); am 6. September 1994 an die Stagecoach Group, weitergeführt als Stagecoach East London
- Leaside Bus Co Ltd, London N4; am 29. September 1994 durch die Cowie Group plc übernommen (ab 1997 Arriva plc)
- London Central Bus Co Ltd, Lewisham; am 18. Oktober 1994 von Go-Ahead übernommen
- London Forest Travel Ltd, Walthamstow, 4 Depots, Firma aufgrund von finanziellen Problemen am 21. November 1991 aufgegeben
- London General Transport Services Ltd, Mitcham (Surrey); am 2. November 1994 Management-Buy-out, im Mai 1996 an Go-Ahead Group
- London Northern Bus Co Ltd, London WC1; im Oktober 1994 an MTL, im Sommer 1998 an Metroline
- London United Busways Ltd, Twickenham, am 5. November 1994 Management-Buy-out, im Sommer 1997 an Transdev verkauft
- Metroline Travel Ltd, Harrow (Middlesex); zunächst Management-Buy-out, im März 2000 an ComfortDelGro
- South East London & Kent Bus Co Ltd (SELKENT), Lewisham; 1994 an Stagecoach
- South London Transport Ltd, Thornton Heath; am 10. Januar 1995 von Cowie Group plc übernommen (ab 1997 Arriva plc)
- Stanwell Busses Ltd (Westlink), Hounslow; von den Beschäftigten übernommen, 1994 an West Midlands Travel verkauft, 1995 an London United
- London Coaches Ltd, London SW18, (Sightseeing- und Reisebusse); zunächst Management-Buy-out, im Dezember 1997 an Arriva verkauft, Markenname The Original Tour

Für die Planung und Abstimmung des weiterhin großen Londoner Busnetzes wurde London Transport Buses (LTB) neu gegründet.